# Бондари (Бахмачский район)
Бо́ндари (укр. Бондарі) — село, расположенное на территории Бахмачского района Черниговской области (Украина).
Население составляет 26 жителей (2006 год). Плотность населения — 176,87 чел/кв.км.
Впервые упоминается в 1650 году.
Село Бондари находится примерно в 18 км к юго-востоку от центра города Бахмач. Средняя высота населённого пункта — 120 м над уровнем моря. Село находится в зоне умеренно континентального климата.
Национальный состав представлен преимущественно украинцами, конфессиональный состав — христианами.